# Harre
Harre er en lille landsby i Harre Sogn, Skive Kommune der bor cirka 200 indbyggere i byen nabobyerne er Hjerk og Roslev. Harre har en kirke.
|  | Denne artikel om lokaliteten Harre kan blive bedre, hvis der indsættes et (bedre) billede. Du kan hjælpe ved at afsøge Wikimedia Commons for et passende billede eller lægge et op på Wikimedia Commons med en af de tilladte licenser og indsætte det i artiklen. |

56°42′47.52″N 8°55′30.84″Ø / 56.7132000°N 8.9252333°Ø